# Cantuaria catlinensis
Cantuaria catlinensis là một loài nhện trong họ Idiopidae.
Loài này thuộc chi Cantuaria. Cantuaria catlinensis được Raymond Robert Forster miêu tả năm 1968.